# L'Institut
L'Institut (titre original : The Institute) est un roman de suspense et d'horreur de Stephen King, paru en 2019 puis en français en 2020.

## Résumé
Tim Jamieson quitte son emploi en Floride et est sur le point de déménager à New York. Cependant, par coïncidence, il abandonne sa place dans l'avion et se retrouve à la place dans la petite ville fictive de DuPray, en Caroline du Sud. Ayant eu précédemment un emploi de policier, il trouve facilement du travail comme veilleur de nuit, pour le shérif local.
Pendant ce temps, à Minneapolis, trois intrus pénètrent de nuit dans la maison de Luke Ellis, douze ans, dont ils tuent les parents, puis le droguent et le kidnappent. À son réveil, Luke découvre qu'il se trouve dans une pièce identique à la sienne mais sans fenêtre dans un bâtiment appelé « l'Institut », situé au cœur des bois du Maine près d'une petite ville fictive appelée Dennison River Bend.
L'Institut accueille d'autres enfants et adolescents, tous dotés de pouvoirs extrasensoriels particuliers - télékinésie et télépathie - plus ou moins puissants. Luke se trouve actuellement dans le quartier de la structure appelée « l'Avant » où il rencontre d'autres enfants : Kalisha Benson alias « Sha », Nicky Wilholm, George Iles, Iris Stanhope et, par la suite, Helen Simms et le tout jeune Avery Dixon surnommé « l'avorton », âgé seulement de dix ans. Dans la structure, les enfants, après une période de temps indéterminée, sont transférés à « l'Arrière », où une fois là-bas on ne les revoit plus jamais. Le personnel de l'établissement promet que leurs parents vont bien et reviendront vers eux lorsqu'ils auront terminé leurs devoirs, mais les enfants ne le croient pas.
La responsable de l'établissement est Madame Sigsby qui, avec le reste du personnel, est chargée d'étudier, d'améliorer et d'exploiter les pouvoirs des enfants, qui sont classés comme TP (télépathie) ou TK (télékinésie). Cette amélioration se fait via des tortures impitoyables. En particulier, l'un des principaux objectifs est d'inculquer les deux pouvoirs à certains enfants, après avoir découvert qu'il existe des enfants télékinétiques capables d'assimiler la télépathie et vice versa. Une fois que les pouvoirs des enfants atteignent leur paroxysme grâce aux expériences, ils sont emmenés à l'Arrière. Luke, qui est doué d'une intelligence hors du commun (non considéré par le personnel de L'Institut, qui ne s'intéresse qu'à ses pouvoirs de télékinésie), commence à planifier une évasion alors que ses amis disparaissent les uns après les autres à l'Arrière.
Luke reçoit l'aide d'Avery, qui est un télépathe extrêmement puissant, et de Maureen, une femme de ménage de l'Institut qui prétend souvent être amie avec les enfants et révèle ensuite leurs secrets à Madame Sigsby en échange d'une augmentations de salaire. Cependant, les gros problèmes financiers qui l'ont amenée à se séparer de son mari et à tomber gravement malade lui font accepter l'aide de Luke, qui lui explique comment gérer son argent. Luke parvient à s'échapper, tout en coupant le lobe de son oreille droite dans lequel un localisateur a été implanté, et, en raison de la superficialité de la sécurité, le personnel de l'Institut ne s'aperçoit de sa fuite qu'au bout de près de vingt-quatre heures. Maureen, après avoir aidé Luke, se suicide en se pendant pour ne pas révéler son implication dans un éventuel interrogatoire. Après un long voyage, Luke se retrouve dans la petite ville de DuPray, où il rencontre Tim Jamieson et ses collègues après avoir subi une légère commotion cérébrale.
Le propriétaire d'un motel de la ville, à la solde de l'Institut, appelle Madame Sigsby, pour l'informer que le garçon est arrivé en ville. Pendant ce temps, Luke montre à Tim et à plusieurs autres policiers une clé USB fournie par Maureen qui contient sa confession sur les atrocités commises à l'Institut, dont une vidéo troublante montrant ce qui arrive aux enfants qui se sont retrouvés dans l'Arrière : leur pouvoir y est exploité au mieux pour tuer des individus puissants à distance par des « films », malgré des effets secondaires conduisant à la démence, à la folie et à la mort. De cette façon, Luke convainc la police de l'aider.
Pendant ce temps, la plupart du personnel de l'Institut arrive sur les lieux pour récupérer Luke ou le tuer lors de cette tentative. Une fusillade est déclenchée avec la police, dans laquelle plusieurs policiers et presque tous les intendants de l'Institut sont tués à l'exception de Madame Sigsby et d'un médecin local, le docteur Evans. Tim et Luke capturent Madame Sigsby et retournent à l'établissement avec elle dans l'intention apparente d'échanger sa vie contre celle des amis de Luke en négociant avec son adjoint Stackhouse. Ce dernier leur tend une embuscade et Madame Sigsby, qui avait été obligée de prendre le volant de leur voiture, est accidentellement tuée par le personnel.
Pendant ce temps, à l'Institut, les amis de Luke qui se trouvent à l'Arrière décident de se révolter pour tenter de s'échapper. Ils sont rejoints par Avery, qui a été torturé après que Madame Sigsby a découvert son implication dans l'évasion de Luke et pour avoir dissimulé sa destination (découverte par le personnel local car une autre fille a été une espionne). Au cours de l'une des punitions, qui consistait en une immersion extrême dans une baignoire appelée le caisson, Avery a également développé à l'insu de tous le pouvoir de la télékinésie. Cependant, le groupe d'enfants est bloqué dans un couloir et Stackhouse ordonne leur exécution au moyen de gaz toxique inséré dans les conduits de ventilation. Les enfants utilisent leurs pouvoirs combinés à ceux d'autres enfants de divers instituts à travers le monde pour faire léviter toute la structure de l'Avant au-dessus du bâtiment administratif attenant. Ce faisant, la plupart des enfants sont tués lorsque le bâtiment s'effondre, les seuls réussissant à s'échapper étant Kalisha, George, Helen et Nicky.
Les autres membres du personnel de l'Institut sont tués dans le chaos ou s'enfuient. Tim et la policière Wendy Gullickson emmènent Luke et ses amis survivants en garde à vue. Quelque temps plus tard, le groupe reçoit la visite du superviseur de Madame Sigsby (un mystérieux individu avec un cheveu sur la langue) qui leur dit que le but de l'Institut (fondé en 1950 sur la base des études et des expériences de scientifiques allemands pendant la Seconde Guerre mondiale sur des sujets télépathiques et télékinétiques) était de sauver le monde en éliminant les gens appelés Precogs (cachés dans un institut situé quelque part en Suisse), qu'ils qualifient de dangereux pour l'avenir, en raison de certains choix qu'ils feraient. Grâce à des tests spéciaux auxquels tous les nouveau-nés étaient soumis, ceux qui avaient des pouvoirs spéciaux étaient identifiés puis espionnés et enfin kidnappés au bon moment. Malgré cela, tous les instituts dans le monde viennent d'être détruits pendant la révolution des enfants dans l'Institut, car ils étaient coordonnés par Avery. Luke fait remarquer à l'homme que la voyance est une méthode quelque peu incertaine pour prédire l'avenir, basée uniquement sur des probabilités et que cela ne valait pas la torture et la mort de centaines d'enfants comme eux. L'individu promet de laisser Luke et ses amis tranquilles s'ils ne rendent pas public le contenu de la clé USB de Maureen, conservée dans un coffre-fort dont les enfants ont la clé. Les enfants survivants, désormais en sécurité, retournent vivre avec leurs plus proches parents. Luke, étant resté sans parents vivants, reste auprès de Tim et de sa collègue policière Wendy. Tous les enfants survivants ont perdu les pouvoirs supplémentaires acquis grâce aux expériences de l'Institut.

## Genèse
Pour les personnages d'enfants, Stephen King s'est inspiré de ses trois petits-fils, à qui le roman est dédicacé. Il explique dans The View que quand il a commencé ce livre, il voulait simplement écrire une histoire sur « des enfants sans défense qui sont enfermés et qui doivent s’unir pour combattre ces cruels adultes qui procèdent à des expériences sur eux ». Dans son interview pour Good Morning America, Stephen King explique : « J’essaye de séparer mes opinions politiques de mes histoires mais la frontière est mince, comme une membrane poreuse que les idées traversent »,.

### Liens avec l'actualité et Donald Trump
Alors qu’il était en train de ré-écrire son roman après son premier jet, la fiction est devenue réalité : aux États-Unis, les enfants d’immigrés renvoyés chez eux ont été enfermés dans des cages à la frontière. Il s’est alors dit que c’était comme dans son livre. Peu de médias ont osé lui poser la question lors de la promotion de son roman, Stephen King étant réputé pour sa haine envers Donald Trump.

## Accueil et distinction

### Ventes
Le roman est entré directement à la deuxième place de la New York Times Best Seller list le 22 septembre 2019 puis en a pris la tête la semaine suivante. Il est resté vingt-et-une semaines dans ce classement, dont une passée à la première place.

### Accueil critique
L'auteur George R. R. Martin s'est déclaré fan du roman.

### Distinction
L'Institut reçoit le Goodreads Choice Awards du meilleur livre d'horreur 2019.
En 2020, il est nommé pour le prix Locus du meilleur roman d'horreur et le prix Bob-Morane du meilleur roman traduit.

## Adaptation télévisuelle
Au moment de la publication de l'ouvrage, il est annoncé que les droits d'adaptation télévisuelle ont été achetés par David Edward Kelley et Jack Bender (producteurs de Mr. Mercedes) pour une série limitée.